# Changwanhe Shuiku
Changwanhe Shuiku (kinesiska: 长湾河水库) är en reservoar i Kina. Den ligger i provinsen Guangdong, i den södra delen av landet, omkring 320 kilometer sydväst om provinshuvudstaden Guangzhou. Omgivningarna runt Changwanhe Shuiku är en mosaik av jordbruksmark och naturlig växtlighet.
Genomsnittlig årsnederbörd är 2 242 millimeter. Den regnigaste månaden är augusti, med i genomsnitt 445 mm nederbörd, och den torraste är februari, med 23 mm nederbörd.